# Пердіта (персонаж)
Пердіта (англ. Perdita) — одна з героїнь п'єси Вільяма Шекспіра Зимова казка, дочка Леонта, короля Сицилії, і його дружини королеви Герміони, доньки імператора Русі.
В українському перекладі «Зимової казки», зробленому Віктором Коптіловим, що той переклад увійшов у 6 том шеститомного зібрання творів Шекспіра українською, виданий в 1986 році видавництвом «Дніпро», Пердіта фігурує під ім'ям Утрата. Жіноче ім'я Пердіта придумав сам Шекспір для цієї п'єси, утворивши його від іспанського слова «perdi», що означає «утрата», «збиток». За сюжетом п'єси ця героїня дійсно відлучена від своїх батьків. В романі «Пандосто, або Торжество часу» англійського письменника Роберта Ґріна (1558—1592), що з того роману, як вважають дослідники, Шекспір «позичив» сюжет для своєї «Зимової казки», прототип Пердіти звуть Фавнія. Придумане Шекспіром ім'я Пердіта потім давали своїм літературним персонажам й інші письменники. Наприклад, Пердітою звуть головну героїню роману «Маскарад» Террі Пратчетта.
Пердіта з «Зимової казки» Шекспіра неодноразово зображувалась живописцями. Портрет англійської поетеси та акторки Мері Робінсон в образі Пердіти експонується в лондонському художньому музеї Зібрання Воллеса.